# Radomyśl Wielki

Stadens vapen

Radomyśl Wielki är en liten stad i vojvodskapet Podkarpacie i sydöstra Polen. Staden har 2 884 invånare (2004).